# Grupo Independiente de Preparación y Respuesta ante Pandemias
El Grupo Independiente de Preparación y Respuesta ante Pandemias fue creado por el director general de la Organización Mundial de la Salud en respuesta a una resolución adoptada en la 73 Asamblea Mundial de la Salud  al inicio de la pandemia de COVID-19. Su misión fue "proporcionar un camino para el futuro basado en la evidencia", y está dirigida por las copresidentas Ellen Johnson Sirleaf, ex presidenta de Liberia, y Helen Clark, ex primera ministra de Nueva Zelanda.
El Panel Independiente comenzó su labor en septiembre de 2020 y presentó su informe principal, "COVID-19: Make it the Last Pandemic", a la Asamblea Mundial de la Salud en mayo de 2021.
Tras la publicación del informe principal, los Copresidentes y los miembros del Grupo siguieron apoyando los debates centrados en la aplicación de su paquete de recomendaciones, elaborando nuevas publicaciones con una finalidad similar a la original.

## Informe de 2021
En mayo de 2021, el grupo presentó sus conclusiones y recomendaciones para frenar la actual pandemia de COVID-19 y prevenir futuras pandemias. 
El informe contenía las conclusiones y recomendaciones de actuación del Grupo para frenar la pandemia de COVID-19 y garantizar que cualquier brote futuro de enfermedad infecciosa no se convierta en otra pandemia catastrófica. El informe calificaba el sistema existente de "inadecuado para su propósito", y pedía un tratado sobre pandemias que estableciera obligaciones legales para los estados miembros de la OMS y las organizaciones internacionales durante el desarrollo de futuras pandemias.
El informe también pedía que el grupo tuviera poderes legales para "responsabilizar a los actores" y recomendaba la creación de un "Consejo de Amenazas Sanitarias Mundiales" dirigido por jefes de Estado y situado por encima de la OMS en las Naciones Unidas.

### Recomendaciones inmediatas
El panel independiente formuló una serie de recomendaciones inmediatas para detener la propagación del COVID-19:
- Los países de altos ingresos con reserva de vacunas suficiente deberían comprometerse a ampliar su cobertura vacunal y a proporcionar al menos mil millones de dosis de vacunas contra COVID-19 a los 92 países de ingresos bajos y medios participantes en el mercado COVAX, promovido por la Alianza Gavi para las Vacunas,  antes de septiembre de 2021.
- Los principales países productores de vacunas y los fabricantes deberían reunirse, bajo los auspicios conjuntos de la Organización Mundial de la Salud y la Organización Mundial del Comercio, para acordar la concesión voluntaria de licencias y la transferencia de tecnología.
- El G7 debería comprometerse inmediatamente a proporcionar el 60% de los 19.000 millones de dólares que el Acelerador del acceso a las herramientas contra el COVID-19 (Acelerador ACT) necesita en 2021 para vacunas, pruebas diagnósticas, tratamientos y otros fines.

### Recomendaciones a medio y largo plazo
Asimismo se insta a los gobiernos y organismos internacionales a:
- Establecer un Consejo Mundial sobre Amenazas para la Salud.
- Establecer un nuevo sistema mundial de vigilancia basado en total transparencia.
- Invertir ahora en la preparación nacional, ya que será demasiado tarde cuando llegue la próxima crisis.
- Transformar el actual Acelerador ACT en una plataforma mundial destinada a proporcionar vacunas, pruebas diagnósticas, tratamientos y otros suministros globales.
- Focalizar y reforzar la autoridad y la financiación de la OMS, en particular desarrollando un nuevo modelo de financiación.
- Crear un mecanismo internacional de financiación frente a pandemias, que tendría la capacidad de movilizar contribuciones a largo plazo (10-15 años) de 5.000-10.000 millones de dólares al año para financiar la capacidad de respuesta continua. También debería estar preparado para desembolsar entre 50.000-100.000 millones de dólares a corto plazo en caso de declaración de una nueva pandemia.
- Los Jefes de Estado y de Gobierno deberían adoptar en una cumbre mundial una declaración política bajo los auspicios de la Asamblea General de las Naciones Unidas para comprometerse con estas reformas transformadoras.

## Otras publicaciones posteriores
Durante su mandato, el Panel elaboró una serie de publicaciones basadas en la evidencia en diversas revistas científicas, entre ellas en The Lancet, en Nature Medicine y en una colección completa de 10 artículos en el British Medical Journal.
- Noviembre de 2021, informe de rendición de cuentas semestral, titulado Losing Time: End this Pandemic and Secure the Future.

Mayo de 2022, informe de evaluación anual, titulado Transforming or Tinkering? Inaction lays the groundwork for another pandemic.
Mayo de 2023, informe titulado A Road Map for a World Protected from Pandemic Threats.
Junio de 2024, informe titulado No Time to Gamble: Leaders Must Unite to Prevent Pandemics.